# Хосе Рамон Сандоваль
Хосе Рамон Сандоваль (ісп. José Ramón Sandoval, нар. 2 травня 1968, Мадрид) — іспанський футбольний тренер.

## Кар'єра тренера
Розпочав тренерську кар'єру 1996 року, очоливши тренерський штаб команди «Уманес». До середини 2000-х працював з командами, що змагалися на регіональному рівні, а 2006 року був запрошений до системи клубу «Хетафе», де тренував «Хетафе Б».
2008 року очолив тренерський штаб команди «Райо Вальєкано Б», а за два роки очолив головну команду клубу. У своєму першому ж сезоні на рівні другого іспанського дивізіону вивів «Райо Вальєкано» до Ла-Ліги, де команда була відсутня протягом восьми років. Цей успіх приніс тренеру Приз Мігеля Муньйоса як найкращому тренеру сезону в Сегунді. В сезоні 2011/12 дебютував на рівні найвищого іспанського дивізіону. Під його керівництвом команда втрималася у Ла-Лізі, проте по завершенні сезону тренер її залишив.
У жовтні 2012 року очолив друголіговий «Спортінг» (Хіхон), з яким пропрацював неповні два сезони. Був звільнений із команди 4 травня 2014 року, коли стало зрозуміло, що і цього року команда підвищення у класі не здобуває.
1 травня 2015 року прийняв пропозицію очолити команду «Гранади», яка на той час перебувала у зоні вильоту із Ла-Ліги. Під його керівництвом команда зуміла здобути 10 очок у чотирьох іграх, що лишалися, і уникнути вильоту, завершивши сезон 2014/15 на 17-му місці. Утім по ходу наступного сезону у лютому 2016 залашив «Гранаду» через незадовільні результати.
2016 року знову тренував у Сегунді «Райо Вальєкано», а частину 2018 року пропрацював на тому ж рівні із «Кордовою».
Навесні 2020 року очолив тренерський штаб «Фуенлабради», новачка другого іспанського дивізіону. Тренував цю команду менше року, адже був звільнений у лютому 2021. Згодом повертався на її тренерський місток навесні 2022 року.

## Титули і досягнення
- Приз Мігеля Муньйоса (Сегунда): 2010/11